# Oweniidae
Oweniidae — родина багатощетинкових червів ряду Canalipalpata.

## Поширення
Oweniidae поширені в морях по всьому світу і живуть переважно на піщаних або мулистих осадах.

## Опис
Представники цієї родини живуть у трубочках з піску та уламків раковин. Живляться детритом або фільтрують органічними рештками. Голова хробака без хоботка. Рот на кінчику облямований деякими дуже короткими щупальцями. У сегментах тіла відсутні параподії. Сегменти мають вигляд гладких видовжених циліндрів. На маленькій подушечці на черевній стороні кожного сегмента є велика кількість щетинок. Ці щетинки мають два паралельні зуби, схожі на пазурі, що є ознакою, яка відрізняє представників цієї родини. Задній кінчик має різні придатки у різних родів. Члени родини унікальні тим, що мають личинкову стадію у формі дзвоника, відому під назвою мітрарія.

## Роди
- Galathowenia Kirkegaard, 1959
- Myriochele Malmgren, 1867
- Myriowenia Hartman, 1960
- Owenia Delle Chiaje, 1844